# Говард Темін
Говард Мартин Темін (англ. Howard Martin Temin; 10 грудня 1934, Філадельфія – 9 лютого 1994, Медісон, Вісконсин, США) — американський вірусолог, лауреат Нобелівської премії з фізіології або медицини (спільно з Девідом Балтімором і Ренато Дульбекко), 1975.

## Біографія
Народився 10 грудня 1934 у Філадельфії, штат Пенсільванія. Початкову і середню освіту здобув у державній школі у Філадельфії. У школі діяла спеціальна програма для старших класів, особливо обдаровані діти проходили літню практику в Джексоновській лабораторії в Бар-Гарбор, штат Мен. Саме тут виявився його інтерес до біології.
У 1951-му він вступив до Свортмор коледжу, де поглиблено вивчав біологію. Влітку 1953 проходив практику в Інституті з дослідження раку у Філадельфії. У 1955 закінчив коледж, здобувши ступінь бакалавра. Після закінчення коледжу працював у Джексоновській лабораторії в Бар-Гарбор, а потім перейшов у Каліфорнійський технологічний інститут в Пасадені, щоб спеціалізуватися у експериментальній ембріології. Через півтора року він перейшов у лабораторію професора Ренато Дульбекко, де написав дисертацію про саркому Роуса (веретеноклітина саркома у курей, вперше описана Пейтоном Роусом, лауреатом Нобелівської премії з фізіології і медицини, 1966). Там же, в Каліфорнійському технологічному інституті, познайомився з професором Максом Дельбрюком (лауреат Нобелівської премії з фізіології і медицини, 1969) і доктором Метью Мезельзоном. Після здобуття докторського ступеня протягом року продовжував працювати в лабораторії Дульбекко, де провів низку експериментів, котрі показали, що деякі віруси змінюють генетичну інформацію, закодовану в клітинах, які вони атакують, і розробив кількісний метод визначення зростання вірусів.
У 1960 перейшов на роботу в лабораторію Макардла з дослідження раку при департаменті онкології медичної школи університету Вісконсин-Медісон. Тут він продовжив свої дослідження. За допомогою розробленого ним кількісного методу визначення зростання вірусів він намагався виявити відмінності між нормальними і пухлинними клітинами. У ході досліджень йому вдалося з'ясувати, що якщо в процесі ділення здорових клітин відбувається вторгнення в сусідні тканини, то клітинна регуляторна система подає сигнал про припинення процесу ділення. Якщо ж клітина уражена, то при її вторгненні в сусідні тканини регуляторна система не діє. Темін припустив, що подібна трансформація викликається вірусним геном, що став частиною клітинної ДНК. Отже, білкова оболонка деяких вірусів містить фермент, що сприяє копіюванню генетичного коду РНК-вірусів у клітинну ДНК.
Це припущення суперечило теорії, що панувала тоді, згідно з якою генетична інформація може передаватися тільки від ДНК до РНК, але не навпаки. Потрібно було підтвердити «провірусну гіпотезу», тобто знайти такий фермент експериментально. У 1970 Темін і Дейвід Балтімор незалежно один від одного виділили фермент зворотної транскриптази, який копіює вірусні РНК-гени в клітинну ДНК. Знов відкритий фермент назвали РНК-залежна-ДНК-полімераза.
Навесні 1970 Темін доповів про своє відкриття на Х Міжнародному конгресі Міжнародного союзу боротьби з раком. У червні 1970 Темін і Балтімор опублікували результати своїх досліджень в журналі «Nature».
У даний час віруси, що володіють зворотною транскриптазою і формують провірусні гени, називаються ретровірусами. Ретровіруси викликають такі хвороби, як гепатит, деякі форми раку і СНІД.
Подальші дослідження, проведені Теміном, показали, що ген провіруса, що активізувався, індукує синтез пухлиноутворюючих білків у клітині. Саме ці патологічні білки блокують надалі передачу сигналів обмеження клітинного зростання, внаслідок чого змінені клітини починають безконтрольно розмножуватися. Таким чином, відбувається трансформація нормальної клітини в пухлинну.
У 1975 Говард Темін (разом з Дейвідом Балтімором і Ренато Дульбекко) став лауреатом Нобелівської премії «за відкриття, що стосуються взаємодії між пухлинними вірусами і генетичним матеріалом клітини».
Помер 9 лютого 1994 у Медісоні (США).

## Відзнаки
Серед нагород:
- премія Воррена Трієнніала (разом з Дейвідом Балтімором),
- премія Бертнера,
- премія Американського товариства Стіла з молекулярної біології,
- премія Національної Академії наук,
- премія з ферментної хімії (Американське хімічне товариство),
- премія Альберта Ласкера за фундаментальні дослідження в області медицини,
- почесні дипломи Свортмор коледжу і Нью-йоркського медичного коледжу.

Був членом Американської Академії мистецтв і наук, членом Національної Академії наук США.

## Роботи
- Participation of Deoxyribonucleic Acid (DNA) in Rous Sarkoma Virus Production, «Virology» (1964);
- RNA-Directed DNA Synthesis and RNA Tumor Viruses, «Advances in Virus Reseach» (1972).